# Dive (Clain)
Die Dive ist ein Fluss in Frankreich, der in der Region Nouvelle-Aquitaine verläuft. Sie entspringt beim Ort Germain, im Gemeindegebiet von Saint-Coutant, entwässert in ausgeprägten Schleifen in generell nordöstlicher Richtung  und mündet nach rund 44 Kilometern bei Voulon als linker Nebenfluss in den Clain. 
Auf ihrem Weg durchquert die Dive die Départements Deux-Sèvres und Vienne.

## Orte am Fluss
(Reihenfolge in Fließrichtung)
- Lezay (lieu-dit La Fourche)
- Sainte-Soline
- Rom
- Couhé
- Payré
- Voulon